# エルブレ＝シュル＝セーヌ
エルブレ＝シュル＝セーヌ （Herblay-sur-Seine）は、フランス、イル＝ド＝フランス地域圏、ヴァル＝ドワーズ県のコミューン。セーヌ川右岸に位置する。2018年までコミューン名はエルブレであった。

## 歴史
754年にArbrelidumの名で知られていた。
のちにErblay、Arblayとも呼ばれた村は、サン＝ドニ修道院、ノートルダム大聖堂の教会参事会、封建領主のショーモン家の間で分割されていた。
12世紀に建てられたサン＝マルタン教会（1925年、フランス歴史文化物指定）は、メロヴィング朝時代のネクロポリスの上に建てられた。

## 交通
- 鉄道 - トランジリアンパリ・サン＝ラザール線、エルブレ駅。

## 出身者
- エチエンヌ・フルモン - 東洋学者